# Убивство першого ступеня (фільм)
«Убивство першого ступеня» (англ. Murder in the First) — американо-французька драма 1995 року.

## Сюжет
Залишившись сиротою в 15 років, Генрі Янг украв п'ять доларів, щоб нагодувати маленьку сестру, і був схоплений на місці злочину. Але його невеликий строк розтягся на довгі роки. За спробу втечі з сумно звісної в'язниці «Алькатрас» Генрі був голим кинутий в «кам'яний мішок» без вікна, опалення, постелі й умивальника, де провів три роки і два місяці. Після звільнення з карцеру він був обвинувачений у умисному вбивстві ув'язненого, який на нього доніс.

## У ролях
- Крістіан Слейтер — Джеймс Стемфіл
- Кевін Бейкон — Генрі Янг
- Гарі Олдман — Мілтон Гленн
- Ембет Девідц — Мері МакКеслін
- Вільям Мейсі — Вільям Макніл
- Стівен Тоболовскі[en] — містер Uенкін
- Бред Дуріф — Байрон Стемфіл
- Р. Лі Ермі — суддя Клоусон
- Міа Кіршнер — Розетта
- Бен Слек — Джеррі Хуліган
- Стефан Гіраш — начальник в'язниці Джеймс Гумсон
- Кіра Седжвік — Бланш, повія
- Алекс Букстон — лікар Алькатрасу
- Річі Аллан — Форман, присяжний
- Герб Ріттс — Майк Келлі
- Чарльз Босвелл[en] — Дерек Сімпсон, колишній охоронець
- Девід Майкл Стерлінг — Ув'язнений Руфус «Рей» Маккейн
- Майкл Мелвін — ув'язнений Артур «Док» Баркер
- Джордж Маґвайр[en] — ув'язнений 1
- Нік Скоґґін — ув'язнений 2
- Дуглас Беннетт — ув'язнений 3
- Джозеф Річардс — ув'язнений 4
- Джуліус Варнадо — ув'язнений 5
- Ґері Беллард — Свенсон, охоронець Алькатрасу